# Orientació (geometria)
Una orientació d'un objecte en l'espai és cadascuna de les possibles eleccions per col·locar-sense canviar un punt fix de referència. Ja que l'objecte amb un punt fix pot encara ser rotat al voltant d'aquest punt fix, la posició del punt de referència no específica del tot la posició, per tant per a especificar completament la posició necessitem especificar també l'orientació. L'orientació pot visualitzar-lo amb una base vectorial ortogonal a punt de referència de l'objecte; diferents bases representarien diferents orientacions.

## Angles d'Euler
Una altra forma possible de definir l'orientació és fixar una sèrie d'angles que portarien al cos des d'una posició especificada per una base vectorial a una altra base que defineix una nova orientació. Normalment es prenen els tres angles d'Euler, anomenats precessió, nutació i rotació.
En un espai de  n  dimensions el nombre angles necessari per especificar un canvi d'orientació és  n  ( n  - 1) / 2, així en el pla ( n  = 2) un sol angle al voltant d'un eix perpendicular a ell mateix defineix l'orientació, en l'espai tridimensional ( n  = 3) necessitem tres angles per especificar la posició, per exemple els angles d'Euler. Podem generalitzar el concepte de rotació per a  n > 3, en un espai n-dimensional el conjunt de rotacions o canvis d'orientacions és precisament el grup SO ( n ) que com a grup (de matrius) té dimensió igual a  n  ( n  - 1) / 2.

## Teorema d'Euler i notació matricial
El resultat més important d'Euler sobre l'orientació és que tota combinació de rotacions és equivalent a una única rotació. Tot i que la notació matricial va ser introduïda després, es veu fàcilment que la composició de girs és el producte de matrius. El teorema afirma que el producte de dues matrius de rotació és una nova matriu de rotació. En concret, els tres angles d'Euler anteriors corresponen a tres matrius de rotació i, per tant, combinades són equivalents a una de sola.

## Vector d'Euler o de rotació
Un altre teorema és que tota matriu de rotació té un autovector real, que determina l'eix de rotació. Basant-se en això, Euler va introduir una notació alternativa per a les rotacions basada en un vector, que determina l'orientació, i que es defineix com perpendicular al plànol de gir i de mòdul el valor de l'angle girat. En venir cada orientació definida per un gir des de l'origen, es pot donar l'orientació usant aquest vector.

## Notació amb quaternions
Els vectors de rotació anteriors tenen tots mòdul menor o igual que Pi, ja que un gir major és realment un gir a l'inrevés. Usant aquesta propietat, es poden reescriure els girs com quaternions, que són vectors de quatre components i mòdul un. Tenen l'avantatge que es converteixen més fàcilment a matriu.

## Angles de navegació
També es coneixen com a  'Angles de Cardano' , per Gerolamo Cardano, o  'de Tait-Bryan' , pel físic escocès Peter Guthrie Tait, són tres angles que defineixen una rotació de forma única respecte dels eixos intrínsecs d'un objecte (apropiat per exemple perquè el pilot d'un avió descrigui les seves maniobres). A diferència dels anles d'Euler, les tres rotacions són respecte dels eixos intrínsecs. Es denominen en català capcineig, guinyada i guerxament, però solen usar-se amb els seus noms en anglès (Yaw, Pitch i Roll). S'usen molt en enginyeria aeroespacial, on se'ls sol anomena "Angles d'Euler", creant confusió amb la terminologia emprada en matemàtiques.

## Orientació d'un sòlid rígid
Tot l'anterior són conceptes purament geomètrics, però aplicables per descriure les posicions de cossos en l'espai. Com s'ha dit abans en l'orientació d'un sòlid rígid en l'espai tridimensional o en el pla canvia per rotació. Quan el sòlid té simetria rotacional, no totes les orientacions són visualment distingibles (per exemple no es poden apreciar canvis, quan es gira una esfera al voltant del seu centre en qualsevol direcció o quan es gira un cilindre al voltant del seu eix)